# Cabañas (Copán)
Pour les articles homonymes, voir Cabañas.
Cabañas est une municipalité du Honduras, située dans le département de Copán.

## Composition
Fondée en 1901, la municipalité de Cabañas comprend 21 villages et 48 hameaux.
| Code   | Villages                               |
| ------ | -------------------------------------- |
| 040201 | Cabañas (chef-lieu de la municipalité) |
| 040202 | Barbasqueadero                         |
| 040203 | Descombros                             |
| 040204 | El Guayabo                             |
| 040205 | El Llano                               |
| 040206 | Guarumal                               |
| 040207 | Ingenios                               |
| 040208 | La Cumbre de San Juan                  |
| 040209 | La Unión de San Juan                   |
| 040210 | Las Juntas No.1                        |
| 040211 | Las Peñas No.2                         |
| 040212 | Lomas de La Esperanza                  |
| 040213 | San Antonio de Miramar                 |
| 040214 | Mirasolito de La Esperanza             |
| 104025 | Mirasolito de Río Negro                |
| 040216 | Motagua                                |
| 040217 | Pinalito                               |
| 040218 | Platanares                             |
| 040219 | Pueblo Viejo                           |
| 040220 | Río Negro                              |
| 040221 | San José de Miramar                    |
| 040222 | Nueva Esperanza                        |

## Historique
Cabañas est l'ancien village de Santa Bárbara qui faisait partie de la municipalité de Santa Rita. La municipalité de Cabañas a été créée le 2 août 1901. Elle a reçu le nom « Cabañas », en hommage au général José Trinidad Cabañas, président du Honduras du 1er mars 1852 au 18 octobre 1855.

## Crédit d'auteurs
- (en) Cet article est partiellement ou en totalité issu de l’article de Wikipédia en anglais intitulé « Cabañas, Copán » (voir la liste des auteurs).